# Vamos a bailar (Madelina Dunn)
«Vamos a bailar (Madelina Dunn)» es una canción compuesta por el cantante y productor Juan Pardo y que grabó Juan Camacho para la discográfica Ariola en el año 1973. Supuso su primera grabación en solitario tras el paso por formaciones como Los Ángeles Negros, Los Diapason's o Los Relámpagos. Con estos dos últimos conjuntos llegó a grabar pero sin apenas repercusión.
Tras el parón obligado del servicio militar contactó con Juan Pardo quien vio grandes posibilidades en el joven cantante valenciano. De esta unión nacerían dos canciones, «Vamos a bailar (Madelina Dunn)» y «Es mi canción», que aunque alejadas de lo que sería la temática de Juan Camacho, supuso el pistoletazo de salida para una carrera fulgurante.

## Créditos
- Fotografía: Martínez Parra
- Ingeniero de sonido: Alan Florence
- Producción: Juan Pardo
- Una producción Piraña Musical